# Atretium schistosum
Espèce
Synonymes
- Coluber schistosus Daudin, 1803
- Tropidonotus moestus Cantor, 1839
- Tropidonotus surgens Cantor, 1839

Statut de conservation UICN

 LC  : Préoccupation mineure
Statut CITES
Atretium schistosum est une espèce de serpents de la famille des Natricidae.

## Répartition
Cette espèce se rencontre :
- au Sri Lanka ;
- en Inde dans les États d'Uttar Pradesh, du Karnataka, d'Andhra Pradesh, du Kerala et du Tamil Nadu ;
- au Népal.

## Publication originale
- Daudin, 1803 : Histoire Naturelle, Générale et Particulière des Reptiles; ouvrage faisant suit à l'Histoire naturelle générale et particulière, composée par Leclerc de Buffon; et rédigee par C.S. Sonnini, membre de plusieurs sociétés savantes, vol. 7, F. Dufart, Paris, p. 1-436 (texte intégral).